# Kolonijalizam
Pod kolonijalizmom podrazumijeva se odnos vladanja između zajednica u kojem sve bitne odluke za život koloniziranih donosi manjina kulturno različitih i nespremnih na prilagođavanje kolonijalnih gospodara, uglavnom vođena eksternim interesima. U novije vrijeme ovome se nadodaje i izvoz ideologija koje opravdavaju postupke kolonizatora, uvjerenih u vlastitu kulturnu nadmoć.
Kolonijalnim razdobljem smatra se epoha novovjekog kolonijalizma od otkrića Amerike 1492. do kraja 2. svjetskog rata 1945. godine. Ovo je tijesno povezano s nastankom i razvojem kapitalizma. Ideologija i praksa kolonijalizma doživljava svoj vrhunac kroz imperijalizam.
Ovaj pojam kolonijalizma treba razlikovati od pojma kolonizacije, fenomena koji je dokaziv u svim područjima svijeta u različitim vremenskim razdobljima, od Hetita preko Inka pa do Britanaca.

## Razjašnjenje pojma
Prema povjesničaru Afrike Philipu Curtinu, kolonijalizam je "vladavina od strane naroda koji pripadaju drugačijoj kulturi". No, ne smatra se svaka tuđinska vlast nelegitimnom.

### Elementi
Kako bi se jasno predstavio moderni novovjeki kolonijalizam, treba razjasniti oba elementa iz navedene definicije, vladavina i pripadnost drugačijoj kulturi.
Ovdje nije riječ o klasičnom odnosu gospodar-sluga. Kolonijalni gospodari oduzimaju cijelom društvu mogućnost vlastitog razvoja. Tim razvojem upravljaju stranci vođeni prije svega svojim gospodarskim interesima.
Još jedna vrlo važna značajka kolonijalizma je u svjetskoj povijesti rijetko viđeno odbijanje kolonijalnih gospodara da uspostave kulturološku vezu s narodima kojim su gospodarili. Od podređenih naroda očekivalo se gotovo potpuno preuzimanje normi Europljana. Tijekom 19. stoljeća ovi zahtjevi za prilagođavanjem Europljanima opravdavano je navodno nepremostivom rasnom i kulturnom nadmoći bijele rase. Zbog takvog stava kolonijalnih gospodara, ekspanzija Europljana nije dovela do kulturne sinteze kakva je uspijevala na primjer Grcima za vrijeme grčkog kolonijalizma koji je iznjedrio helenizam.
Govorilo se čak o obavezi Bijele rase da "civilizira" kulturno "zaostale" narode. Pored uvjerenja u vlastitu kulturnu nadmoć, u tome je bila sadržana i potreba nametanja svoje kulture agresivnim ekspanzionističkim metodama. Već najraniji španjolski i engleski teoretičari kolonijalizma stilizirali su tadašnja osvajanja kao dio "Božjeg plana" za misioniranje pagana, ili kao potrebu "civiliziranja" barbara. I kasniji američki kao i japanski kolonijalizam koristili su istu takvu retoriku.
I druge tradicionalne kulture, kao na primjer kineska, bile su uvjerene u svoju nadmoć, ali ju nisu pokušavale nametati drugim narodima.

### Razlike u odnosu naimperijalizam
Imperijalizmom se označavaju sve aktivnosti koje trebaju poslužiti izgradnji transkontinentalnih imperija. Tu uz jasnu namjeru uvijek nanovo nametnuti vlastite nacionalne interese spada i moć za provođenje tih interesa u međunarodnom sustavu. Pri tome, imperijalizam preko kolonijalizma prelazi u svjetsku politiku, u kojoj kolonije više nisu cilj same po sebi, postaju izvor moći koje se mogu zamjenjivati u globalnoj borbi za moć.
Osim toga, imperijalne sile (kao na primjer Britanski imperij u 19. i 20. stoljeću) imaju gospodarski i politički utjecaj koji nadilazi područja njihove direktne kolonije. To se pokazalo efikasnijom metodom vladanja.
Kako imperijalizam u sebi sadrži sposobnost obuhvaćanja velikih gospodarskih područja, samo se Velika Britanija i SAD mogu smatrati potpuno razvijenim imperijalnim silama. Francuska, Njemačka, Rusija (odnosno SSSR) i Japan ili nisu bile dovoljno dugo prisutne na svjetskoj sceni, ili su bile gospodarski preslabe za proboj na udaljena tržišta (na primjer Sovjetski Savez).

## Pogonska snaga i pretpostavkezemljopisnih otkrića
Pri površnom pogledu na godine najvažnijih zemljopisnih otkrića, čini se kao da je kolonijalno razdoblje, počevši od španjolske feudalne kolonizacije Amerika od 1520., počelo gotovo bez ikakvih prethodnih naznaka ili priprema. Svojim oplovljavanjem 1488. oko Rta dobre nade Bartolomeu Dias otvara put prema Indijskom oceanu, što je omogućilo Vascu da Gami da 1498. dođe brodom do Indije. Od svog uporišta Goe u Indiji, Portugalci 1509. stižu do Malacce, a predvođeni Alfonsom de Albuquerque ju 1511. i osvajaju. Kolumbov prelazak Atlantika dovodi 1492. do otkrića Amerika.
Zapravo, niz znanstveno tehničkih otkrića i određene sociološko ekonomske okolnosti dovele su do toga, da je povijesno izuzetno značajna ekspanzija europskih sila počela upravo u to vrijeme. Jednostrana objašnjenja, kao što je činjenica da je u to vrijeme otežana trgovina s orijentom zbog islamskog osvajanja (Konstantinopolis 1453.), ili da počinje oblikovanje kapitalističke organizacije gospodarstva (prvi potpuni razvoj kapitalizma u Engleskoj bio je tek u 17/18 stoljeću), zanemaruju veliku raznolikost preduvjeta odgovornih za specifični tijek europskih ekspanzija.

### Znanstveni i tehnički preduvjeti
Još u antičko doba rodila se ideja otkrivanja i upoznavanja svijeta. Već pitagorejci (škola nastala oko 525. pr. Kr.) su shvatili da zemlja ima oblik lopte, a spoznaja o tome brzo se proširila u vremenu grčke antike. Eratosten je još oko 200. pr. Kr. prilično točno izračunao obujam zemlje. To je dovelo do predodžbe o mogućnosti stizanja u Aziju plovidbom na zapad preko Atlantika. U srednjem vijeku prije svega je bio poznat Ptolomejev astronomski udžbenik Almagest, no on navodi bitno manje udaljenosti. To je potaklo Kolumba da vjeruje kako može bez velikih problema prijeći taj, naoko nedaleki, put do Azije.
Kartografija razvijena još u starom vijeku nije bila dovoljna za snalaženje na većim udaljenostima. Tek projekcija koja je po svom stvaratelju Mercatoru (tek 1569.)  nazvana Mercatorovom riješila je problem je projekcije površine lopte na ravnu plohu. Pouzdanost korištenja karata nastalih prije toga bila je vrlo upitna.
Astronomska znanja su za utvrđivanje položaja plovidbom na otvorenom moru bez vizualnog kontakta s obalom bila su u 15. i početkom 16. stoljeće puno važnija. Kao "nebeski putokaz" služile su zvjezdane karte koje su izradili još aleksandrijski astronomi. No, promatranje golim okom bilo je nedovoljno, za točno utvrđivanje položaja bili su potrebni naročiti instrumenti. Dok je Europa u ranom srednjem vijeku doživjela značajno nazadovanje znanja u odnosu na antiku (crkveni oci su najžešće osporavali predodžbu o zemlji kao lopti), grčko naslijeđe sačuvano je u arapskoj kulturi. To znanje je ponovo stiglo u Europu preko kontakata s Arapima uglavnom preko Španjolske. Pored toga, i perzijske i indijske spoznaje, kao i vlastita arapska postignuća u astronomiji stižu početkom novog vijeka u Europu.
Instrumenti kao što je astrolab i korištenje kvadranta a koriste se za mjerenje visine zvijezda, preuzeti su od Arapa i zatim u Europi dalje usavršeni, a i izumljen je Jakobov štap za mjerenje kuta zvijezda u odnosu na površinu mora. Kompas koji je izumljen u Kini i tamo korišten još oko 1080., stiže i usavršava se u Europi oko 1200. Osim toga, odstupanje magnetskog sjevernog pola od stvarnog vjerojatno je bilo poznato još u vremenu prije otkrića Amerika.
Najvažnije tehničko dostignuće su bili brodovi sposobni za plovidbu oceanima. Galije sredozemnih naroda nisu bile sposobne za plovidbu oceanima, a vikinške vitke i lake brodove koji su bili prilagođeni teškim uvjetima oceana početkom 13. stoljeća potisnule su snažnije i teške bracere. Ovu vrstu brodova koristili su baskijski pirati, a oko 1400. ju u Italiji malo preoblikuju, pa ona smjenjuje sredozemnu galiju.
Tijekom 15. stoljeća uz obale Atlantika, naročito u Portugalu i Kastilji, nastaje mali, duguljasti brod nosivosti od 50 do 100 tona, karavela. To je brod koji je zbog različitih visina jarbola bio pogodan i za snažan i za vrlo slab vjetar. Osim toga, zahvaljujući kormilu razvijenom na Baltiku za braceru a preuzetom kod karavela, omogućilo je kormilaru značajno bolje i lakše kontroliranje broda nego kod ranijih tipova brodova. B. Gille smatra, da se na primjeru brodogradnje može bez sumnje dokazati, da je već u to vrijeme postojao "tehnički kozmopolitizam".

### Socijalno gospodarski razlozi
Do 11. stoljeća vladali su sredozemljem bizantinci i Saraceni baveći se često morskim razbojstvima. Njihovu dominaciju prekidaju Pisa i Genova, da bi kasnije i sami nastavili s pljačkanjem brodova prije svega uz obale Male Azije. Osnivana su i društva za financiranje takvih pothvata, tako da je ponekad teško razlikovati između trgovačkih misija i gusarstva. Za andalužane je gusarenje maurskih brodova, pljačkanje i zarobljavanje stanovnika sjeverne Afrike i njihova prodaja kao roblje bilo vrlo unosan posao. Nakon što su u okviru križarskih ratova potisnuti arapsko-sirijski trgovci, talijanski gradovi države mogli su direktno trgovati s Levantom i Orijentom. Povećanoj potrebi za trgovanjem pogodovao je porast broja stanovnika u Europi od oko 1000. godine (vrhunac je dostignut oko 1300. godine, neposredno prije krize 14. stoljeća).
Potražnja za luksuznom robom (tepisi, začini, sirovine za proizvodnju boja) s Orijenta mogla se nakon sloma Džingis-kanovog carstva a zatim i dolaska Osmanlija zadovoljiti još samo preko posrednika.

## Povijesni pregled
Pad Konstantinopolisa u ruke Osmanilija 1453. može se smatrati pokretačkim događajem za kretanje na plovidbe oceanima koje su dovele do zemljopisnih otkrića. Osnaženo Osmansko carstvo tada preuzima kontrolu nad trgovinom s Kinom i Indijom. To je dovelo do poskupljenja gotove robe kao što su bili porculan i začini. Ova "blokada" potakla je europske znanstvenike da se intenzivnije pozabave potragom za alternativnim putovima prema Aziji. Još jedan razlog je bila i trgovačka politika Venecije i Genove koje su vladale sredozemljem i zajedno s Bizantom početkom novog vijeka uspostavili monopol na trgovinu s Kinom i Indijom.
Europske države su se u osvajanju i iskorištavanju drugih kontinenata, kao Afrike, Azije, Amerike i Australije, ponašale prema kolonijalnom obrascu. Uzimale su sirovine (sirovinu za šećer iz šećerne trske, zlato, dijamanti) iz kolonijaliziranih  zemalja bez plaćanja primjerene protuvrijednosti za njih. Vrijeme kolonijalizma obilježeno je nasiljem i tlačenjem domorodaca tih kontinenata.
Do početka Prvog svjetskog rata kolonijalizam je u punom zamahu obuhvatio ogromna područja:
| Kolonijalni posjedi velikih sila                                                |                                                                                 |                                                                                 |                                                                                 |                                                                                 |                                                                                 |                                                                                 |          |              |
|                                                                                 | kolonije                                                                        | kolonije                                                                        | kolonije                                                                        | kolonije                                                                        | metropola*                                                                      | metropola*                                                                      | UKUPNO   | UKUPNO       |
|                                                                                 | 1876.                                                                           | 1876.                                                                           | 1914.                                                                           | 1914.                                                                           | 1914.                                                                           | 1914.                                                                           | 1914.    | 1914.        |
|                                                                                 | mil. km2                                                                        | mil. stanov.                                                                    | mil. km2                                                                        | mil. stanov.                                                                    | mil. km2                                                                        | mil. stanov.                                                                    | mil. km2 | mil. stanov. |
| Britanski imperij                                                               | 22,5                                                                            | 251,9                                                                           | 33,5                                                                            | 395,5                                                                           | 0,3                                                                             | 46,5                                                                            | 33,8     | 440,0        |
| Rusko Carstvo                                                                   | 17,0                                                                            | 15,9                                                                            | 17,4                                                                            | 33,2                                                                            | 5,4                                                                             | 136,2                                                                           | 22,8     | 169,4        |
| Francusko Carstvo                                                               | 0,9                                                                             | 6,0                                                                             | 10,6                                                                            | 55,5                                                                            | 0,5                                                                             | 39,6                                                                            | 11,1     | 95,1         |
| Njemačko kolonijalno carstvo                                                    | -                                                                               | -                                                                               | 2,9                                                                             | 12,3                                                                            | 0,5                                                                             | 69,4                                                                            | 3,4      | 77,2         |
| Američko Carstvo                                                                | -                                                                               | -                                                                               | 0,3                                                                             | 9,7                                                                             | 9,4                                                                             | 97,0                                                                            | 9,7      | 106,7        |
| Japansko Carstvo                                                                | -                                                                               | -                                                                               | 0,3                                                                             | 19,2                                                                            | 0,4                                                                             | 53,0                                                                            | 0,7      | 72,2         |
|                                                                                 |                                                                                 |                                                                                 |                                                                                 |                                                                                 |                                                                                 |                                                                                 |          |              |
| 6 velikih sila ukupno                                                           | 40,4                                                                            | 273,8                                                                           | 65,0                                                                            | 523,4                                                                           | 16,5                                                                            | 437,2                                                                           | 81,5     | 960,2        |
| Kolonijalni posjedi drugih država (Belgijsko Carstvo, Nizozemsko Carstvo i dr.) | Kolonijalni posjedi drugih država (Belgijsko Carstvo, Nizozemsko Carstvo i dr.) | Kolonijalni posjedi drugih država (Belgijsko Carstvo, Nizozemsko Carstvo i dr.) | Kolonijalni posjedi drugih država (Belgijsko Carstvo, Nizozemsko Carstvo i dr.) | Kolonijalni posjedi drugih država (Belgijsko Carstvo, Nizozemsko Carstvo i dr.) | Kolonijalni posjedi drugih država (Belgijsko Carstvo, Nizozemsko Carstvo i dr.) | Kolonijalni posjedi drugih država (Belgijsko Carstvo, Nizozemsko Carstvo i dr.) | 9,9      | 45,3         |
| Ostale zemlje                                                                   | Ostale zemlje                                                                   | Ostale zemlje                                                                   | Ostale zemlje                                                                   | Ostale zemlje                                                                   | Ostale zemlje                                                                   | Ostale zemlje                                                                   | 42,5     | 651,1        |
| Cijela zemaljska kugla                                                          | Cijela zemaljska kugla                                                          | Cijela zemaljska kugla                                                          | Cijela zemaljska kugla                                                          | Cijela zemaljska kugla                                                          | Cijela zemaljska kugla                                                          | Cijela zemaljska kugla                                                          | 133,9    | 1.657,0      |
| Izvor: Lenjin, "Imperijalizam kao najviši stadij kapitalizma" “                 |                                                                                 |                                                                                 |                                                                                 |                                                                                 |                                                                                 |                                                                                 |          |              |
| * pod metropolom podrazumijeva se matica zemlja, odnosno kolonijalna sila       |                                                                                 |                                                                                 |                                                                                 |                                                                                 |                                                                                 |                                                                                 |          |              |

## Kraj kolonijalnog razdoblja
Razdoblje kolonijalizma u užem smislu riječi završava u decenijama nakon Drugog svjetskog rata, kad gotovo sve nekadašnje kolonije dobivaju nezavisnost. U Africi i na Bliskom istoku je nakon toga često dolazilo do ratova, jer su kolonijalne sile granice između svojih posjeda povlačile "za stolom, na crtačim daskama", najčešće zanemarujući pri tome kulturne veze i međuzavisnosti pojedinih područja. Mnoge države trećeg svijeta nalazile su se i nakon stjecanja samostalnosti u gospodarski zavisnom položaju u odnosu na svoje ranije kolonizatore.